# Fail' Mirgalimov
Fail' Farasatovič Mirgalimov (in russo Фаиль Фарасатович Миргалимов?; Čeljabinsk, 29 marzo 1957) è un allenatore di calcio, ex calciatore ed ex giocatore di calcio a 5 sovietico e, dal 1992, russo.

## Carriera
Con la nazionale maschile di calcio a 5 della Russia ha disputato il FIFA Futsal World Championship 1992 in cui la selezione russa è stata eliminata nel girone del primo turno comprendente Spagna, Stati Uniti e  Cina.